# Calliscelio exul
Calliscelio exul är en stekelart som först beskrevs av Perkins 1910.  Calliscelio exul ingår i släktet Calliscelio och familjen Scelionidae. Inga underarter finns listade.